# 애나 앤더슨
애나 앤더슨(영어: Anna Anderson, 본명은 프란치스카 샨츠코프스카(폴란드어: Franziska Schanzkowska), 1896년 12월 22일 ~ 1984년 2월 12일)은 자신이 1918년 러시아 혁명 당시에 사살된 러시아 제국의 아나스타시야 니콜라예브나 여대공이라고 주장한 여자이다.

## 생애
1920년 2월 27일 독일 베를린에서 기억 상실을 호소하고 있던 애나 앤더슨은 다리 위에서 뛰어내려 자살을 시도했지만 미수에 그쳤다. 경찰에 의해 구조된 애나 앤더슨은 베를린에 위치한 병원으로 이송되었다. 1922년 애나 앤더슨은 독일의 여러 신문을 통해 자신이 러시아 제국에서 처형될 위기에 처했다가 탈출한 아나스타시야 여대공이라고 주장했다.
애나 앤더슨은 다른 사람을 설득하는 타고난 재능을 갖고 있었고 귀의 모양, 발의 모양 등에서 아나스타시야 여대공과 유사한 신체적인 특징을 갖고 있었다. 또한 러시아 제국의 옛 황실과 관련된 사람들만 알고 있던 여러 지식들을 갖고 있었기 때문에 로마노프가 출신의 옛 러시아 제국의 귀족들의 일부를 포함한 여러 지지자들을 모았다.
애나 앤더슨은 독일 법원에 러시아 제국의 옛 황실이 남긴 막대한 유산에 관한 소송을 제기했다. 그렇지만 애나 앤더슨이 러시아어를 모르고 독일어를 사용한다는 점, 중요한 곳에서 쉽게 기억을 잊어버린다는 점, 애나 앤더슨과 진짜 아나스타시야 여대공의 얼굴이 확실히 다르다는 점 등 많은 의문점들이 제기되었다. 또한 러시아 제국의 황실 출신 생존자 가운데 하나였던 마리아 표도로브나는 애나 앤더슨을 절대 만나지 않았다.
애나 앤더슨이 제기한 소송은 제2차 세계 대전 등으로 인해 장기화되었다. 독일 법원은 최종적으로는 진위 여부를 알 수가 없다며 애나 앤더슨의 소송을 기각했다. 1968년에는 지지자들의 도움을 받아 미국 버지니아주 샬러츠빌로 이주했고 미국인 잭 매너핸(Jack Manahan)과 결혼하게 된다.
애나 앤더슨은 부유한 자신의 남편인 잭 매너핸이 장래에 러시아 제국의 황제가 될 수 있었던 남자라고 선전했다. 만년에는 수십 마리의 개와 고양이를 풀어놓았기 때문에 마을에서 추방될 위기에 처하기도 했다. 애나 앤더슨은 1984년에 사망할 때까지 어떠한 직업 없이 지지자들의 원조금에 의존했다.
볼셰비키 당국이 니콜라이 2세 황제 일가를 전부 처형하라는 명령을 내린 이후에 니콜라이 2세 황제는 처형되었지만 가족들은 안전한 곳에 있다고 거짓 발표를 한 점, 소련 당국이 아나스타시야 여대공을 포함한 로마노프가 일족을 처형했다는 사실을 소련의 붕괴 이전까지 은폐했다는 점은 애나 앤더슨의 인기를 끌어모았다. 1956년에 개봉된 잉그리드 버그먼, 율 브리너 주연의 영화 《아나스타시아》는 아나스티시야 여대공에 관한 미스터리를 소재로 한 영화이기도 하다.
1991년 러시아 예카테린부르크 인근에 위치한 공동 묘지에서 니콜라이 2세 황제, 알렉산드라 표도로브나 황후의 유골이 발견되었다. 유골 분석 결과 이들의 유골이 로마노프가의 일원임이 확인되었다. 2007년에는 로마노프가의 일원이었던 알렉세이 니콜라예비치 황태자의 유전자를 분석하는 연구가 진행되었다. 유전자 분석 결과 애나 앤더슨의 유전자는 로마노프가의 유전자와는 완전히 다르다는 사실이 최종적으로 확인되었다.